# Лужицкая поселенческая область
Лужицкая поселенческая область (в.-луж. Serbski sydlenski rum, н.-луж. Serbski sedlišćowy teritorium, нем. Sorbisches Siedlungsgebiet) — официально признаваемая правительствами федеральных земель Саксония и Бранденбург территория, на которой лужичане признаны коренным народом. Располагаясь на востоке федеральной земли Саксонии и на юге федеральной земли Бранденбург, Лужицкая поселенческая область является частью исторической Лужицы, которая в прошлые века подвергалась германизации и ассимиляции. 
Лужицкая поселенческая область имеет федеральный статус «Традиционное районное поселение» (angestammte Siedlungsgebiet), который определяется федеральными законами Германии. Границы «Лужицкой поселенческой области» в значительной мере определены на основе статистического исследования лужицкого учёного и редактора Арношта Черника «Die Entwicklung der sorbischen Bevölkerung», изданного в 1956 году.
В федеральной земле Саксония Лужицкая поселенческая область нормализуется «Законом о правах сорбов» (Gesetz über die Rechte der Sorben im Freistaat Sachsen.) от 31 марта 1999 года. Саксонский закон «О правах лужичан в Саксонии» провозглашает намерение сохранять и защищать традиционную культуру лужичан на этой территории.
В отличие от саксонского варианта, бранденбургский закон «О правах лужицких сербов (вендов)» (Gesetz zur Ausgestaltung der Rechte der Sorben (Wenden)
от 7 июля 1994 года определяет автохтонное население территории как «общины, которые хотят принадлежать к лужицкому населению и имеют непрерывную языковую и культурную преемственность с лужицкой традицией, которая сохранилась до настоящего времени». Данную формулировку закона критикуют защитники национальных меньшинств и представители лужицкого населения, которые говорят, что некоторым лужичанам трудно доказать свою принадлежность к лужицкому народу из-за многовековых национального угнетения и ассимиляции.
В соответствии с законами «О правах лужичан в Саксонии» и «О правах лужицких сербов (вендов)» местные муниципалитеты несут ответственность за сохранение, развитие лужицких языков и поощрение лужицкой культуры, установление двуязычной официальной информации на дорожных знаках, общественных и государственных учреждениях.
В настоящее время большинство лужицкого населения в Верхней Лужице проживает между городами Баутцен, Каменц и Хайерсверда и в пяти католических коммунах Гёда, Нешвиц, Пушвиц и Виттихенау. На этой территории лужицкое население составляет большинство и здесь верхнелужицкий язык используется в различных сферах его употребления. В Нижней Лужице большинство лужичан проживают в коммунах Пайц и Шпревальд.

## Административно-территориальное деление
В настоящее время Лужицкая поселенческая область включает следующие муниципалитеты или их части:
Саксония:
- Район Баутцена:

Вайсенберг, Виттихенау, Баутцен, Буркау (только населённый пункт Нойхоф), Гёда, Добершау-Гаусиг (кроме населённых пунктов Коссерн и Наундорф), Гросдубрау, Гроспоствиц (кроме населённого пункта Ойловиц), Каменц (только Каменц и сельские населённые пункты Виза, Тонберг, Езау, Дойчбазелиц), Кроствиц, Кёнигсварта, Кубшюц, Лоза, Мальшвиц, Небельшюц, Нешвиц, Обергуриг, Ослинг (только населённый пункт Мильштрих), Паншвиц-Кукау, Пушвиц, Радибор, Ральбиц-Розенталь, Реккельвиц,
Хойерсверда, Хохкирх (кроме населённого пункта Брайтендорф), Шпреталь,
Эльстра (только населённый пункт Крипиц), Эльстерхайде
- Район Гёрлица:

Бад-Мускау, Боксберг, Габленц, Грос-Дюбен, Хоэндубрау (кроме населённых пунктов Грос-Радиш, Ерхвиц, Трена), Краушвиц, Креба-Нойдорф, Мюка, Квицдорф-ам-Зе (кроме населённых пунктов Хорша и Петерсхайн), Ричен, Требендорф, Вайскайсель и Вайсвассер.
Бранденбург
- Город Котбус;
- Район Шпре-Найсе:

Бург, Бризен, Диссен-Штризов, Драххаузен, Дребкау, Дренов, Феликсзе (кроме населённого пункта Блойсдорф), Форст (только населённый пункт Хорно), Гуров, Хайнерсбрюк, Хорнов-Вадельсдорф, Йеншвальде, Кольквиц, Пайц, Шмогров-Феров, Шпремберг, Тауэр, Тайхланд, Турнов-Прайлак, Вельцов (только населённый пункт Прошим), Вербен и Визенгрунд;
- Район Даме-Шпревальд:

Билегуре-Билен, Люббен, Ной-Цаухе и Штраупиц;
- Район Верхний Шпревальд-Лаузиц:

Калау, Люббенау и Фечау.